# 先鋒動畫
《先鋒動畫》乃臺灣大然文化所發行的動漫畫雜誌，結合漫畫、動畫、模型玩具等情報，於1989年7月創刊，同年8月起改成每月10、25日發行的半月刊形態發行。由於1980年代末葉、1990年代初期臺灣充斥著日本盜版漫畫，這本ACG情報雜誌並未獲得日方正式授權，大量盜用《Animage》、《Newtype》等雜誌的圖片及文字，故屬於盜版動漫畫資訊誌。

## 概要
1970年代臺灣有許多出版社自日本引進漫畫，未經合法授權自行翻譯出版。1987年7月15日解嚴之後，漫畫出版送審制度自動失效，漫畫盜印業界頓時呈現百家爭出的混亂局面，搶譯、搶稿甚至撞稿的情況比比皆是。靠著盜版千葉徹彌漫畫《好小子》起家的東立出版社因嚴格要求翻譯品質而樹立口碑，當時的出版量約佔75%左右。1988年由於市場競爭白熾化，東立與其餘八家出版業者商議所有的日本漫畫按市場佔有率抽稿分配，東立取得45%的分稿量，其餘55%由八家均分；而市面上依舊充斥著盜版日本漫畫。
不過市場上缺乏介紹動漫畫情報資訊的管道，當時動漫畫迷也難以透過管道取得《Animage》、《Newtype》、《Animedia》等日系雜誌。1989年7月大然文化創辦盜版動畫雜誌《先鋒動畫》半月刊，編輯群為YOKO、蘇微希等人，匯集《Animage》、《Newtype》二本雜誌之內容翻譯成中文（但未經正式授權）。該盜版雜誌擷取彼時火紅的《七龍珠》、《聖鬥士星矢》、《城市獵人》、《亂馬½》、《五星物語》、《龍貓》、《魔女宅急便》、《阿基拉》等動漫畫作品之設定集、作者專訪、動畫片段彩頁等，為臺灣首創的動漫畫情報誌。雖然後期開始也陸續刊登動漫畫評介文章，但以質、量而言仍無法比擬後起之秀《神奇地帶》。
1992年6月因《著作權法》修正條文規定翻譯外國人的著作只能販售至1994年6月12日為止（也就是所謂的「六一二大限」），因此《先鋒動畫》在1992年8月15日轉型改名成《COMIMAX先鋒DX漫畫情報誌》繼續發行，不同的是後者已經過日方授權。

### 來源
1. ↑  參考《臺灣漫畫40年初探》，洪德麟著，臺北：時報文化，1994年1月，ISBN 957-13-0871-4，頁180。
2. ↑  參看PTT網頁版：[古董YOKO文集(2)] （页面存档备份，存于）。
3. ↑  參看著作權大哉問：何謂「六一二大限」？翻譯外國人著作要怎麼才不會觸法呢？ 的存檔，存档日期2015-03-26.
4. ↑  創刊號封面 （页面存档备份，存于）。

## 外部連結
- 台灣動畫介紹雜誌的先驅－先鋒動畫 （页面存档备份，存于）